# بيتر ووكر (عازف قيثارة)
بيتر ووكر (بالإنجليزية: Peter Walker)‏ هو عازف قيثارة أمريكي، ولد في 1937 في بوسطن في الولايات المتحدة.

## وصلات خارجية
- بيتر ووكر على موقع ميوزك برينز (الإنجليزية)
- بيتر ووكر على موقع أول ميوزيك (الإنجليزية)
- بيتر ووكر على موقع ديسكوغز (الإنجليزية)